# Markvätska
Markvätska är en beteckning inom geovetenskapen som syftar på vattnet i marken (både grundvatten och markvatten), när fokus ligger på de kemiska reaktionerna i marken.